# 静岡サレジオ幼稚園・小学校・中学校・高等学校
静岡サレジオ幼稚園・小学校・中学校・高等学校（しずおかサレジオようちえん・しょうがっこう・ちゅうがっこう・こうとうがっこう）は、静岡県静岡市清水区にある私立のミッションスクール。学校法人星美学園が運営する。
中学校・高等学校は「静岡サレジオ中高一貫教育学校・高等学校」と称していた時期がある。

## 沿革
- 1947年 - 星美学園発足。静岡星美中学校開校。（女子校）
- 1948年 - 静岡星美高等学校開校。（女子校）
- 1950年 - 学校法人星美学園設立。
- 1951年 - 静岡星美小学校開校。
- 1991年 - 高等学校に英数科設置。
- 2000年 - 中学校と高等学校英数科男女共学となる。
- 2003年 - 静岡サレジオ小学校・中学校・高等学校に改称。高等学校普通科も男女共学となる。
- 2011年 - 上智大学と教育提携を締結。
- 2022年 - 日本で初めての幼・小・中・高一貫の国際バカロレア認定校になる[2]。

## 部活動

### 文化部
- 吹奏楽部
- 科学部
- コーラス部
- 美術部
- インターナショナル部
- 茶道部
- ペン習字部
- フラワーデザイン部
- コンピューター部
- 箏曲部
- 音楽部
- 演劇部
- ダンス部
- 英会話部
- ホームメイキング部

### 運動部
- バレーボール部
- バスケットボール部
- 卓球部
- 弓道部
- サッカー部
- テニス部
- 陸上競技部

## アクセス

### 鉄道
- JR草薙駅 徒歩1分
- 静岡鉄道草薙駅 徒歩7分

### バス
草薙瀬名新田線 草薙東バス停 徒歩1分

## 著名な出身者
- 阿部文一朗（元サッカー選手）
- 石原崇兆（サッカー選手）
- 高木和徹（サッカー選手）
- 藤嵜智貴（サッカー選手）
- 川本梨誉（サッカー選手）
- 森安洋文（元サッカー選手）
- 佐野陸人（サッカー選手）
- 齊藤聖七（サッカー選手）

## 姉妹校
- 星美学園短期大学
- 星美学園中学校・高等学校
- 目黒星美学園中学校・高等学校
- 城星学園中学校・高等学校